# Johann Christoph Balser

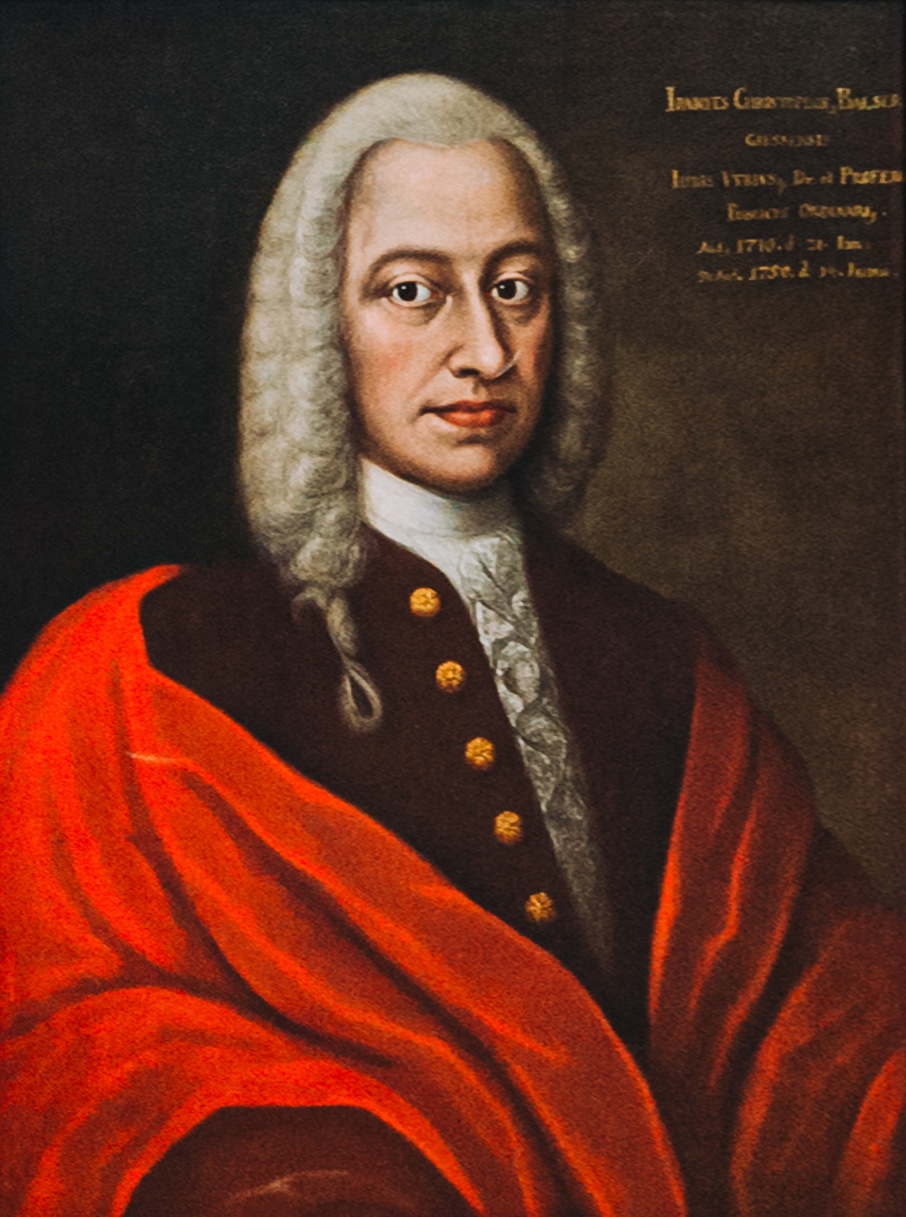
Johann Christoph Balser

Johann Christoph Balser (* 31. Januar 1710 in Gießen; † 14. Juni 1750 ebenda) war ein deutscher Rechtswissenschaftler.

## Leben
Der Sohn des Gießener Stadtsekretärs Johann Balthasar Balser und dessen Frau Anne Christine, die Tochter des Gießener Bürgermeisters Johann Christoph Verdries, hatte die Schule und das Pädagogium seiner Heimatstadt besucht. 1725 begann er an der Universität Gießen ein Studium der Rechte. Vor allem von seinem Onkel Johann Melchior Verdries (1679–1735) gefördert, erwarb er 1736 das Lizentiat der Rechte und unternahm eine Gelehrtenreise nach Sachsen, wo er die Universität Halle, die Universität Leipzig und die Universität Jena frequentierte. Über die Universität Göttingen reisend, kehrte er 1737 nach Gießen zurück, wo er als Privatdozent wirkte.
1742 wurde er außerordentlicher Professor der Rechte und Assessor an der juristischen Fakultät. 1744 wurde er ordentlicher Professor an der juristischen Fakultät. 1747 wurde er zum Doktor der Rechte promoviert.
Balser starb an einer grassierenden Krankheit in jungen Jahren.

## Werke
- Diss. inaug. (pro Lic.) de poena stupri. Gießen 1736
- Disquis. de libertate religionis qua Joh. Petri Bannizae, Prof. Wurzeb. doctrina de tolerantia diversarum religion um in eodem territorio ad rationes & Imperii R. G. leges expensa resellitur. Gießen 1738 Digitalisat
- Comraentatio de responsis prudentum; ad §. VIII. Instit. de jur. nat gent. & civ. (pro suscipiendo Juris Prof. extraord. munere). Gießen 1742
- De forma testamenti judicialis externa libellus singularis, quo haec. doftrina tam ex Jure Rom. quam Germ. exponitur, ejusdemque usus modernus adjungitur. Gießen 1745
- Progr. de causa & origine distinctionis sponsalium de praesenti & de futuro. Gießen 1748
- Progr. de arresto facti & illicit a judice rei sitae contra forensem decreto. Gießen 1747
- Progr. de soro rei sitae apud Germanos. Gießen 1748